# Arunachalam Muruganantham
Arunachalam Muruganantham (en tamil: அருணாசலம் முருகானந்தம்) es un inventor de la rural Coimbatore en el estado sureño de Tamil Nadu, India, que descubrió la necesidad de una solución económica a las prácticas insalubres y falta de higiene alrededor de la menstruación en la India rural. Creó y patentó una máquina que podía fabricar toallas sanitarias de bajo costo por menos de un tercio de las comerciales.
Tiene planes para expandir la disponibilidad de su producto a 106 países.

## Historia
Un día, Arunachalam Muruganantham descubrió a su esposa recogiendo trapos para usarlos durante su ciclo menstrual porque su familia no podía pagar las costosas toallas sanitarias producidas por las corporaciones multinacionales. Preocupado por lo que vio, pasó a hacer almohadillas de manera experimental en un esfuerzo para entender lo que constituye una toalla sanitaria eficaz. Al principio, buscó voluntarias que pudieran poner a prueba sus inventos, pero la mayoría fueron demasiado tímidas para discutir sus problemas menstruales con él. Dejándolo sin alternativa, decidió poner a prueba sus inventos en sí mismo - usando sangre de animales, entre otros métodos. Su preocupación en tratar los problemas que se derivan de cómo las mujeres se ocupan de su flujo menstrual, un tema bastante tabú en la India, lo dejó condenado al ostracismo por su comunidad y familia (aunque temporalmente). Continuó su investigación frente a estas y otras dificultades, sin embargo y eventualmente aprendió que la pulpa de madera era el componente clave que le había estado faltando. Armado con este nuevo conocimiento, procedió a diseñar una máquina que permitía una fabricación sencilla y rentable de la almohadilla, y que podía ser operada con un entrenamiento mínimo. La historia de Muruganantham fue el tema del largometraje documental, El hombre menstrual.

## El invento

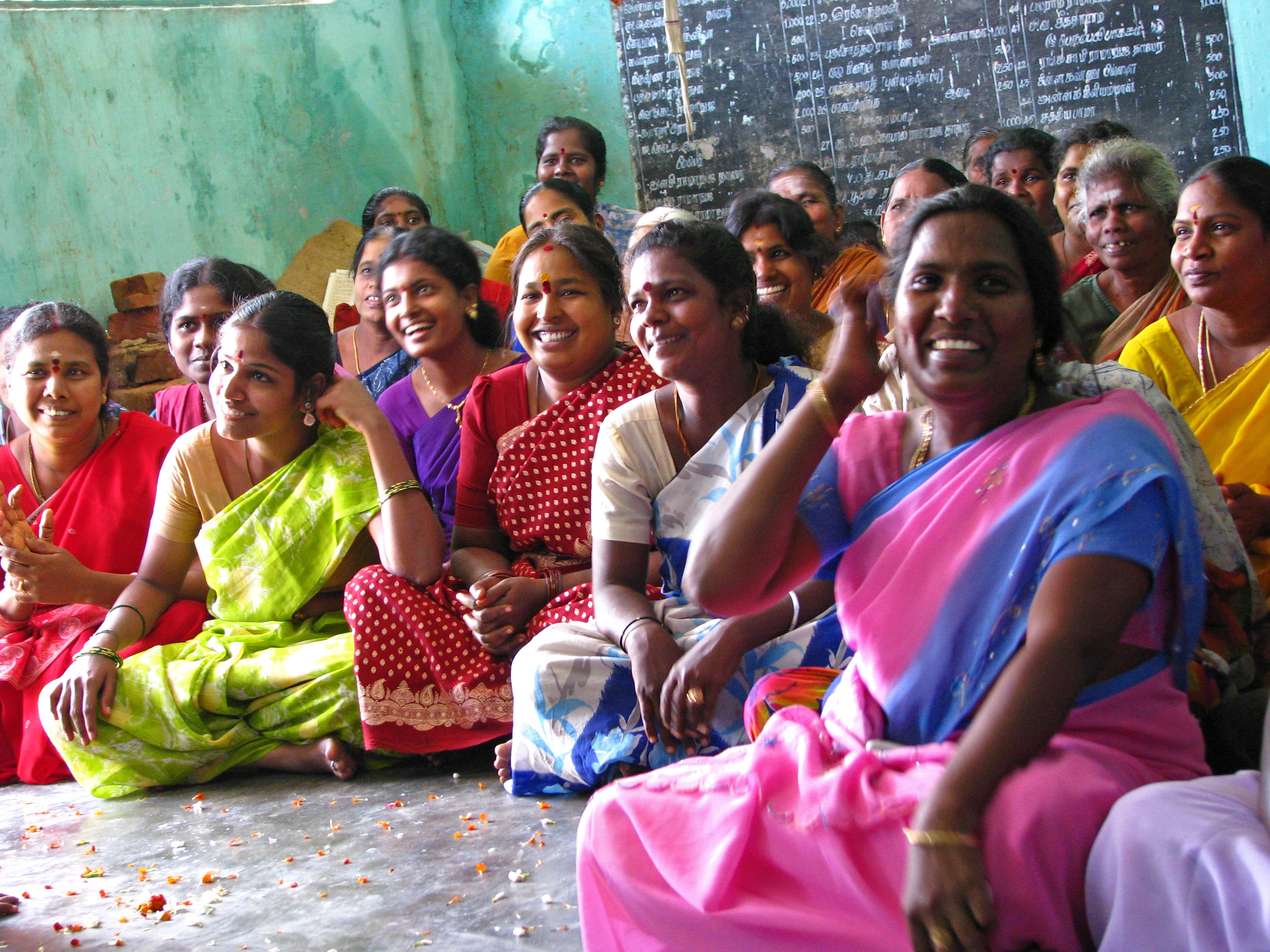
Mujeres rurales reunidas como miembros de grupos de autoayuda.

Muruganantham fundó la empresa, Jayaashree Industries, que comercializa estas máquinas a las mujeres rurales en toda la India y les proporciona empleo y una forma de elevarlas de la pobreza. Su innovación ha sido elogiada por su sencillez y bajo costo, y su compromiso de ayuda social le ha valido varios premios. A pesar de ofertas de varias entidades corporativas para comercializar su empresa, se ha negado a vender y continúa proporcionando estas máquinas a grupos de autoayuda (SHGs) manejados por mujeres en toda la India.

## Bienestar de las mujeres
El invento del Muruganantham ha cambiado las vidas de las mujeres en la India. En algunos países, las almohadillas reutilizables o improvisadas todavía se utilizan para recoger la sangre menstrual. Trapos, tierra y lodo se utilizan también para recoger el flujo menstrual. La máquina de Muruganantham crea empleos e ingresos para muchas mujeres, y las almohadillas asequibles le ofrecen a muchas más mujeres la oportunidad de llevar una vida normal durante la menstruación.

En la sombra del sol bajo un arco grande, una de ellas, Umar Parthak, de 25 años, dijo de las toallas sanitarias: "sentimos mucha más libertad. Nos da mucha más libertad para salir. También, los trapos que usábamos anteriormente no eran higiénicos."